# Jordan Lund
Jordan Lund (Long Island, 7 maggio 1957) è un attore statunitense.

## Biografia e vita privata
Jordan Lund è nato il 7 maggio 1957 a Long Island; ha frequentato il Carnegie-Mellon University dove ha studiato recitazione; oltre a lavorare come attore, insegna recitazione al Riverside Film Acting Class scuola di recitazione da lui stesso fondata. Lund è sposato dal 1993 con Susanne Singer e vive a Miami; è cognato del regista Rob Reiner.

## Carriera
Lund ha cominciato a recitare giovanissimo in moltissimi spettacoli teatrali, ed in seguito è passato a recitare in molti film e serie televisive. È apparso in ruoli di supporto in film come Jacknife - Jack il coltello con Robert De Niro, Fletch - Cronista d'assalto e Sorvegliato speciale accanto a Sylvester Stallone, dove interpreta probabilmente il suo ruolo più famoso, quello dello spietato secondino Manly.
È stato interprete anche in Le avventure di Ford Fairlane, La recluta accanto a Clint Eastwood, la commedia Doc Hollywood - Dottore in carriera con Michael J. Fox, Harley Davidson & Marlboro Man con Mickey Rourke, il film d'azione Speed con Sandra Bullock, il fantascientifico Specie mortale con Ben Kingsley, il romantico Il presidente - Una storia d'amore con Michael Douglas, ed i thriller Prima e dopo con Liam Neeson e L'agguato - Ghosts from the Past con James Woods.
In seguito ha recitato in film come Life con Eddie Murphy, Pazzi in Alabama con Antonio Banderas, Storia di noi due con Bruce Willis, e nel nuovo millennio appare in Una valigia a 4 zampe, Alex & Emma, Vizi di famiglia e il film commedia Non è mai troppo tardi con Jack Nicholson e Morgan Freeman. Lund ha lavorato anche per la televisione; l'attore ha avuto inoltre importanti ruoli ricorrenti in molte serie televisive come N.Y.P.D., Star Trek: Enterprise e Providence.

## Filmografia parziale
- Sono morta... e vi ammazzo (1989)
- Sorvegliato speciale (1989)
- Jacknife - Jack il coltello (1989)
- Fletch - Cronista d'assalto (1989)
- Le avventure di Ford Fairlane (1990)
- La recluta (1990)
- Doc Hollywood - Dottore in carriera (1991)
- Harley Davidson & Marlboro Man (1991)
- Speed (1994)
- Specie mortale (1995)
- Il presidente - Una storia d'amore (1995)
- Prima e dopo (1996)
- L'agguato - Ghosts from the Past (1996)
- Life  (1999)
- Pazzi in Alabama (1999)
- Storia di noi due  (1999)
- Alex & Emma (2003)
- Vizi di famiglia (2005)
- Non è mai troppo tardi (2007)

## Televisione
- N.Y.P.D.
- Providence
- Star Trek: Enterprise
- Star Trek: Enterprise

## Doppiatori italiani
Nelle versioni in italiano delle opere in cui ha recitato, Jordan Lund è stato doppiato da:
- Claudio Fattoretto in Sorvegliato speciale
- Carlo Sabatini in Harley Davidson & Marlboro Man
- Ambrogio Colombo in Law & Order - I due volti della giustizia
- Domenico Maugeri in Storia di noi due